# Sérgio Luiz Coelho Pinto
Sérgio Luiz Coelho Pinto, meglio noto come Serginho Coelho (23 marzo 1965), è un ex giocatore di calcio a 5 brasiliano.

## Carriera
Serginho Coelho ha partecipato alla spedizione brasiliana al FIFA Futsal World Championship 1989 in cui i verdeoro si sono laureati campioni del mondo. Si tratta dell'unico mondiale disputato dal portiere.

## Palmarès
- Campionato mondiale: 1

Paesi Bassi 1989